# HD 149382
HD 149382是一顆位於蛇夫座的恆星，視星等8.943，必須以小型望遠鏡觀測。該恆星以視差量測的距離是240光年（74秒差距）。

## 概要
HD 149382是已知亮度最高的B型次矮星，光譜類型 B5 VI。它的核心正進行氦核熔合反應產生能量，表面有效溫度35500 K，因此屬於藍白色的 B 型恆星。HD 149382有一顆角距離1角秒的光學伴星。

## 亞恆星伴星
2009年在HD 149382旁發現一顆可能是亞恆星、甚至是「超級木星」的伴星，這顆候選天體的質量估計大約是太陽的一半。2011年一個團隊觀測結果無法確認先前的發現，使該天體的存在受到質疑。該次觀測排除了軌道週期28日以內且質量高於木星的亞恆星伴星存在。
| 成員 (依恆星距離) | 质量     | 半長軸 (AU) | 轨道周期 (天) | 離心率 | 傾角   | 半径 |
| ----------------- | -------- | ----------- | ------------- | ------ | ------ | ---- |
| b                 | >8-23 MJ | 0.02343     | 2.391         | 0      | 39±13° | —    |

## 外部連結
- http://exoplanet.eu/planet.php?p1=HD%20149382&p2=b （页面存档备份，存于）
- http://simbad.u-strasbg.fr/simbad/sim-id?Ident=HD%20149382b （页面存档备份，存于）